# Neznámá válka
Velká vlastenecká válka nebo také Neznámá válka (anglicky The Great Patriotic War/The Unknown War, rusky Velikaja otěčestvennaja vojna – Великая Отечественная война/Neizvestnaja vojna – Неизвестная война) je americko-sovětský dokumentární seriál pojednávající o Velké vlastenecké válce jako o největší vojenské kampani v dějinách lidstva. Seriál byl natočen za spolupráce amerických a sovětských dokumentaristů koncem 70. let 20. století, v době, kdy došlo k určitému zlepšení americko-sovětských vztahů. Skládá se z dokumentárních záběrů sovětských i německých kameramanů, které byly umístěny v archívech SSSR, USA a Velké Británie a které do té doby nebyly v některých případech ani publikovány. V zemích východního bloku byl vysílán pod názvem Velká vlastenecká válka, v západních zemích pod názvem Neznámá válka.
Dokument se vyhýbá všem klíčovým událostem, které válce předcházely: pakt Molotov–Ribbentrop, přepadení Polska, válka s Finskem a následné vyloučení Sovětského svazu ze Společnosti národů. V duchu dobové propagandy se vyhýbá i dalším, v té době tabuizovaným tématům z válečného období: nakládání se zajatými vojáky Rudé armády, kteří byli osvobozeni, poválečný osud zajatých vojáků Německa a jeho spojenců, násilné vystěhování celých národů z jejich domovů. Jiná témata, například Katyňský masakr, interpretuje zcela ze sovětského pohledu.
Na straně druhé dokument vylíčil mnohé události, které v té době byly americkému i západnímu publiku neznámé. Po jeho odvysílání v USA dokonce došlo k tomu, že na sovětského velvyslanectví v USA chodily dopisy od obyčejných Američanů, kteří napsali, že chtějí vyjádřit obdiv a poděkování za strádání a hrdinství lidí v SSSR v průběhu druhé světové války. Seriál byl vysílán i v tehdejší Československé televizi.
Dokumentární seriál uvádí známý americký herec Burt Lancaster, který strávil tři týdny v osmi městech v SSSR na filmování z míst, kde se odehrávaly důležité události. Dokumentární seriál je doplněn o výpovědi účastníků Velké vlastenecké války i o novodobé záběry z míst, kde probíhaly důležité boje. Dokument byl na Západě stažen z televizního vysílání v době po sovětské invazi do Afghánistánu jako určitá forma protestu.
V roce 2009 znovu tento seriál nadabovala do češtiny společnost Řitka video, která ho vydala na 10 DVD po názvem Velká vlastenecká válka.

## Seznam dílů
1. 22. června 1941
2. Bitva o Moskvu
3. Obléhání Leningradu
4. Na východ
5. Obrana Stalingradu
6. Stalingrad vydržel
7. Největší tanková bitva v dějinách
8. Válka v Arktidě
9. Válka v oblacích
10. Partyzánská válka
11. Boj na mořích
12. Bitva o Kavkaz
13. Osvobození Ukrajiny
14. Osvobození Běloruska
15. Z Balkánu do Vídně
16. Osvobození Polska
17. Spojenci
18. Bitva o Berlín
19. Poslední bitva Velké vlastenecké války
20. Voják Velké vlastenecké války